# Serravalle Sesia
Serravalle Sesia (piemontiul: Seraval Sesia) település Olaszországban, Vercelli megyében. Lakosainak száma 4742 fő (2023. január 1.). Serravalle Sesia Borgosesia, Crevacuore, Gattinara, Grignasco, Guardabosone, Lozzolo, Prato Sesia, Romagnano Sesia és Sostegno községekkel határos.

## Népesség
A település népességének változása:
| Lakosok száma | 4958 | 4948 | 4742 |
|               | 2017 | 2018 | 2023 |